# Richard Potts
Richard Potts (Upper Marlboro, 1753. július 19. – Frederick, 1808. november 26. vagy 1808. november 2.) az Amerikai Egyesült Államok szenátora (Maryland, 1793–1796).